# Municipio de Perry (condado de Fayette, Pensilvania)
El municipio de Perry (en inglés: Perry Township) es un municipio ubicado en el condado de Fayette en el estado estadounidense de Pensilvania. En el año 2000 tenía una población de 2.786 habitantes y una densidad poblacional de 54 personas por km².

## Geografía
El municipio de Perry se encuentra ubicado en las coordenadas 40°05′00″N 79°45′59″O / 40.08333, -79.76639.

## Demografía
Según la Oficina del Censo en 2000 los ingresos medios por hogar en la localidad eran de $32,143 y los ingresos medios por familia eran de $37,413. Los hombres tenían unos ingresos medios de $32,261 frente a los $21,295 para las mujeres. La renta per cápita de la localidad era de $16,241. Alrededor del 12,2% de la población estaba por debajo del umbral de pobreza.